# منطقه ولگا

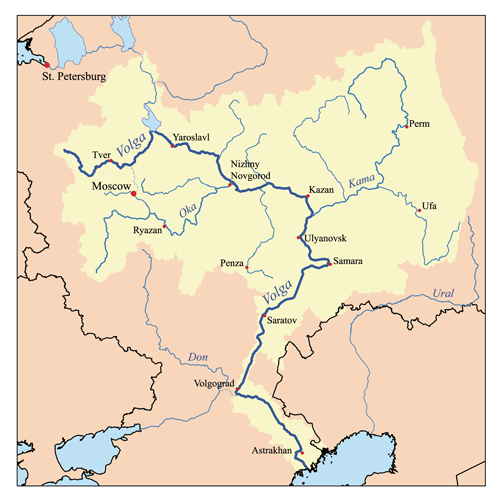
حوضه آبریز ولگا

منطقه ولگا (روسی: Поволжье) منطقه ای تاریخی در روسیه است که حوضه زهکشی رودخانه ولگا، طولانی‌ترین رودخانه اروپا، در مرکز و جنوب اروپای روسیه را در بر می‌گیرد.
منطقه ولگا به سه بخش تقسیم شده‌است:
- منطقه ولگای بالا (علیا) - از سرچشمه رودخانه ولگا در استان تور تا دهانه رود اوکا در نیژنی نووگورود
- منطقه ولگا میانه - از دهانه رود اوکا تا دهانه رود کاما در جنوب کازان
- منطقه ولگا پایین - از دهانه رود کاما تا دلتای ولگا در دریای خزر، در استان آستاراخان